# Жаід Шигер
Жаід Шигер (фр. Jaoid Chiguer; 11 серпня 1985, Труа — 25 січня 2021, Розьєр-пре-Труа) — французький боксер, призер чемпіонату Європи.

## Аматорська кар'єра
На чемпіонаті Європи 2006 Жаід Шигер програв у першому бою Бюленту Улусой (Туреччина).
Кваліфікувався на Олімпійські ігри 2008. На Олімпіаді переміг у першому бою Аляскера Баширова (Туркменістан) — 17-6, а в другому програв Ділшоду Махмудову (Узбекистан)— 3-8.
На чемпіонаті Європи 2008, здобувши перемоги над Дмитрійсом Состаксом (Латвія), Василем Білоусом (Молдова) та Борна Каталінічем (Хорватія) і програвши в півфіналі Джеку Кулкай (Німеччина) — 1-9, став бронзовим призером.
На чемпіонаті світу 2009 програв у другому бою Андрію Замковому (Росія).

## Професіональна кар'єра
Впродовж 2012—2014 років провів сім переможних боїв на професійному рингу.
Помер у віці 35 років від серцевої недостатності.